# Rio Grande Valley Vipers 2013-2014
La stagione 2013-14 dei Rio Grande Valley Vipers fu la 7ª nella NBA D-League per la franchigia.
I Rio Grande Valley Vipers arrivarono terzi nella Central Division con un record di 30-20. Nei play-off vinsero i quarti di finale con gli Iowa Energy (2-1), perdendo poi la semifinale con i Santa Cruz Warriors (2-1).

## Roster
| N° | Naz.                   | Ruolo | Sportivo         | Anno | Alt. | Peso |
| -- | ---------------------- | ----- | ---------------- | ---- | ---- | ---- |
| 0  | Stati Uniti (bandiera) | G     | Isaiah Canaan    | 1991 | 183  | 85   |
| 3  | Stati Uniti (bandiera) | G     | Darius Morris    | 1991 | 193  | 86   |
| 4  | Stati Uniti (bandiera) | GA    | Chris Johnson    | 1990 | 198  | 91   |
| 6  | Stati Uniti (bandiera) | G     | Bo Spencer       | 1989 | 185  | 86   |
| 6  | Stati Uniti (bandiera) | G     | B.J. Young       | 1993 | 193  | 81   |
| 7  | Stati Uniti (bandiera) | G     | Troy Daniels     | 1991 | 193  | 91   |
| 9  | Stati Uniti (bandiera) | A     | James Johnson    | 1987 | 206  | 111  |
| 10 | Stati Uniti (bandiera) | G     | Maalik Wayns     | 1991 | 185  | 88   |
| 11 | Stati Uniti (bandiera) | G     | Gary Talton      | 1990 | 185  | 74   |
| 12 | Stati Uniti (bandiera) | G     | Dwayne Lathan    | 1989 | 191  | 86   |
| 14 | Stati Uniti (bandiera) | A     | Jamelle Hagins   | 1990 | 206  | 104  |
| 19 | Stati Uniti (bandiera) | A     | Akeem Ellis      | 1990 | 198  | 102  |
| 21 | Stati Uniti (bandiera) | AC    | Jordan Henriquez | 1989 | 211  | 113  |
| 22 | Stati Uniti (bandiera) | A     | Dario Hunt       | 1989 | 206  | 111  |
| 23 | Panama (bandiera)      | A     | Tony Bishop      | 1989 | 201  | 100  |
| 32 | Stati Uniti (bandiera) | G     | Kevin Parrom     | 1991 | 198  | 98   |
| 33 | Stati Uniti (bandiera) | A     | Robert Covington | 1990 | 206  | 98   |
| 33 | Stati Uniti (bandiera) | A     | James Johnson    | 1987 | 206  | 111  |
| 34 | Germania (bandiera)    | AC    | Tim Ohlbrecht    | 1988 | 211  | 116  |
| 50 | Camerun (bandiera)     | A     | Kenny Kadji      | 1988 | 208  | 110  |

## Staff tecnico
- Allenatore: Nevada Smith
- Vice-allenatore: Paul Mokeski
- Preparatore atletico: Long Lam